# Commissione dell'Assemblea dell'Irlanda del Nord
La Commissione dell'Assemblea dell'Irlanda del Nord (solitamente chiamata Commissione dell'Assemblea) è un organo collettivo dell'Assemblea dell'Irlanda del Nord. La commissione è guidata dal presidente dell'Assemblea dell'Irlanda del Nord, attualmente Alex Maskey MLA.

## Istituzione
Il Northern Ireland Act 1998 ha istituito un'Assemblea dell'Irlanda del Nord. La legge prevede la creazione di una Commissione per "provvedere all'assistenza amministrativa, di segreteria o di altro tipo" all'Assemblea. La legge definisce il presidente della Assemblea (lo speaker dell'Assemblea dell'Irlanda del Nord) come presidente della Commissione. I procedimenti legali avviati a favore o contro l'Assemblea sono promossi a favore o contro la Commissione per conto dell'Assemblea.
Il personale dell'Assemblea assegnato a questo organo forma un Segretariato della Commissione allargato.

## Responsabilità
La Commissione è responsabile della retribuzione e delle pensioni dei membri sia direttamente che tramite incaricati finanziati dai contributi. Il primo atto in assoluto dell'Assemblea riguardava le pensioni dei membri ed è stato adottato attraverso le sue fasi in Assemblea con pochissimi indugi da un membro della Commissione. I membri della commissione sono nominati dal partito e ricevono un premio sostanziale oltre allo stipendio di base di MLA. Questo organismo ha anche un interesse nella fornitura di proprietà, personale e servizi a sostegno dei membri dell'Assemblea, del Palazzo del Parlamento e della tenuta.

## Membri della commissione
La Commissione è composta dal Presidente insieme ad altri cinque Membri dell'Assemblea.
| # | Ritratto | Ritratto | Nome (Nascita–Morte)             | Partito                                     |
| - | -------- | -------- | -------------------------------- | ------------------------------------------- |
| 1 |          |          | Alex Maskey (Presidente) (1952–) | Indipendente                                |
| 2 |          |          | Judith Cochrane (1975–)          | Partito dell'Alleanza dell'Irlanda del Nord |
| 3 |          |          | Peter Weir (1968–)               | Partito Unionista Democratico               |
| 4 |          |          | Caitríona Ruane (1962–)          | Sinn Féin                                   |
| 5 |          |          | Pat Ramsey (1958–)               | Partito Social Democratico e Laburista      |
| 6 |          |          | Sam Gardiner (1940–)             | Partito Unionista dell'Ulster               |